# 김용우 (1961년)
김용우(金勇佑, 1961년 ~ )는 대한민국의 제47대 육군참모총장이다.

## 경력
- 2010.12 ~ 2012.05 : 국방부 정책기획관실 정책기획차장
- 2012.05 ~ 2014.04 : 육군 제9보병사단장
- 2014.04 ~ 2014.10 : 합동참모본부 민군작전부장
- 2014.10 ~ 2015.04 : 합동참모본부 신연합방위체제추진단장
- 2015.04 ~ 2016.10 : 육군 제1군단장
- 2016.10 ~ 2017.08 : 합동참모본부 전략기획본부장
- 2017.08 ~ 2019.04 : 제47대 육군참모총장
- 2019.05 ~ : 국방과학연구소 정책위원
- 2019.08 ~ 2021.02 : 한국과학기술원 초빙교수
- 2021.03 ~ 2021.06 : 아주대학교 국방디지털융합학과 교수
- 2020.02 ~ : 제3대 대한민국 육군협회 부회장
- 2021.04 ~ : 제5대 월드투게더 회장
- 2021.08 ~ 2021.11 : 윤석열 제20대 대통령 선거 예비후보 국민캠프 미래국방혁신4.0특별위원회 공동위원장
- 2021.12 ~ 2022.01 : 국민의힘 살리는 선거대책위원회 중앙선거대책위원회 산하 위원회 국방혁신위원회 공동위원장
- 2023.07 ~ : 제5기 서울특별시 안보정책자문단 위원장

## 학력
- 장성중앙초등학교(26회)
- 장성중학교(29회)
- 광주제일고등학교
- 육군사관학교 39기
- 육군포병학교 수료
- 육군보병학교 수료
- 한국외국어대학교 중국어과

## 진급
- 1983년 : 육군 소위 임관
- 1984년 : 육군 중위 진급
- 1986년 : 육군 대위 진급
- 1991년 : 육군 소령 진급
- 1997년 : 육군 중령 진급
- 2005년 : 육군 대령 진급
- 2010년 : 육군 준장 진급
- 2012년 : 육군 소장 진급
- 2015년 : 육군 중장 진급
- 2017년 : 육군 대장 진급 [A]